# クリサオラ・プロカミア
クリサオラ・プロカミア（Chrysaora plocamia）は、ヤナギクラゲ属のクラゲ。

## 概要
ペルーの太平洋沿岸、南はチリの海岸に沿ってティエラ・デル・フエゴまで、北はアルゼンチンの大西洋岸に沿って発見され、ウルグアイからのいくつかの記録がある。南アメリカで唯一のクラゲではない。ラクテアジェリーは大陸の大西洋岸に沿って分布するが、一般的にクリサオラ・プロカミアよりも北に生息する。歴史的に、クリサオラ・プロカミアはよく混同されていた（コンパスジェリーやラクテアジェリー）。